# Piotr Jędrzejowicz
Piotr Tomisław Jędrzejowicz (ur. 3 września 1942 w Warszawie) – polski informatyk, profesor nauk technicznych, rektor Akademii Morskiej w Gdyni w kadencji 2012–2016.

## Życiorys
Ukończył studia na Wydziale Morskim Wyższej Szkoły Ekonomicznej w Sopocie. Stopień naukowy doktora uzyskał w 1969 na Wydziale Transportu Morskiego Uniwersytetu Gdańskiego, habilitował się w 1976 na Wydziale Ekonomiki Transportu UG. W 1982 otrzymał tytuł profesora nauk technicznych. Zawodowo związany z Wyższą Szkołą Morską w Gdyni, przekształconą następnie w Akademię Morską, gdzie doszedł do stanowiska profesora zwyczajnego. Został kierownikiem Katedry Systemów Informacyjnych tej uczelni. Był dziekanem Wydziału Przedsiębiorczości i Towaroznawstwa, a w latach 2008–2012 prorektorem ds. nauki. W 2012 został wybrany na rektora Akademii Morskiej w Gdyni na czteroletnią kadencję.
Specjalizuje się w zagadnieniach z zakresu badań operacyjnych, systemów informacyjnych zarządzania i systemów wspomagania decyzji. Uzyskał członkostwo w Komitecie Informatyki Polskiej Akademii Nauk. Praktykował na zagranicznych uczelniach, m.in. w World Maritime University. W latach 1989–1992 sprawował urząd stałego przedstawiciela RP przy Międzynarodowej Organizacji Morskiej.

## Odznaczenia
Odznaczony Krzyżem Kawalerskim Orderu Odrodzenia Polski (2002) oraz srebrnym medalem „Zasłużony dla Nauki Polskiej Sapientia et Veritas” (2023).